# Archibald Wavell
Archibald Percival Wavell, 1.er conde Wavell (5 de mayo de 1883 - 24 de mayo de 1950) fue el comandante británico (posteriormente mariscal de campo) de las tropas de Gran Bretaña durante la Campaña del Norte de África durante la Segunda Guerra Mundial y penúltimo Virrey de la India entre 1943 y 1947. Predecesor habitual de Auchinleck, en este teatro de operaciones venció a los italianos para finalmente ser derrotado por Rommel y su inédito Afrika Korps. Es conocido también por el mando de la Operación Compass (1940-41) y sus «Treinta mil de Wavell».

## Inicios
Wavell nació en Colchester pero pasó gran parte de su niñez en la India, debido a que su padre era un Major-General en el ejército británico. Cuando creció decidió seguir los pasos de su padre.
Wavell estudió en el Colegio Winchester y Sandhurst. Se alistó en la Guardia Negra Escocesa en 1900 y participó en la segunda guerra bóer. En 1903 fue transferido a la India y tomó parte en la campaña de 1908. En 1911 Wavell pasó un año como observador del Ejército Imperial Ruso.

## Primera Guerra Mundial
Wavell estaba trabajando como oficial adjunto cuando fue destinado a Bélgica. Durante la Batalla de Ypres de 1915 perdió un ojo. Después de recuperarse, fue enviado como oficial de observación al ejército ruso en 1916 en Turquía. En 1918 fue enviado a Palestina.
Wavell recibió muchas misiones militares antes de la Segunda Guerra Mundial. En 1937 regresó a Palestina, donde sofocó una revuelta. En julio de 1939 era Comandante del Medio Oriente.

## Segunda Guerra Mundial
En junio de 1940, Italia declaró la guerra a Francia e Inglaterra e invadió la Somalilandia Británica. A pesar de ser más numerosas, las mal equipadas tropas italianas tienen que retroceder ante el contraataque británico proveniente de las entonces colonias inglesas de Sudán y Egipto. La Campaña del Este de África es ganada por los aliados, pero esto no logra disminuir las ambiciones italianas de tener importantes colonias en África.
El 13 de septiembre de 1940 los italianos lanzan una ofensiva desde la colonia italiana de Libia contra Egipto, pero se detienen a unos 100 km dentro de esta nación por temor a los carros de combate aliados. Wavell, con las fuerzas del general Richard O'Connor, alrededor de treinta mil hombres —más tarde conocidos como los Treinta mil de Wavell— y la 7.ª Acorazada, lanza la Operación Compass, que se convierte en una tragedia militar para Italia, capturándose casi ciento treinta mil soldados.
En febrero de 1941, solo era cuestión de tiempo para que los italianos tuvieran que retirarse definitivamente de África, pero la situación cambió drásticamente cuando Alemania invadió Grecia. Winston Churchill ordenó que el grueso de las fuerzas de Wavell se dirigieran a Grecia, orden a la que Wavell protestó sin respuesta.
La defensa de Grecia fue un desastre, y los británicos tuvieron que huir a Creta, que posteriormente fue invadida. Mientras tanto Hitler había enviado al Norte de África al Afrika Korps para ayudar a sus aliados italianos. Este cuerpo derrotó fácilmente a los defensores británicos. Acto seguido, Wavell fue reemplazado por Claude Auchinleck para hacerse cargo de la Operación Crusader, y Wavell fue destinado a la India como Comandante en Jefe de un pacífico teatro de operaciones.
Sin embargo, en diciembre de 1941, el Japón declara la guerra al Reino unido y Wavell es nombrado comandante de las tropas aliadas en la zona. Las débiles fuerzas de Wavell no pueden contener a la marea nipona y Wavell debe huir de sus cuarteles generales en Java. De igual manera, Wavell no puede evitar que Singapur, Malasia y Birmania caigan en manos japonesas. De nuevo fue reemplazado por Auchinleck, y en 1943 Wavell fue nombrado Virrey de la India.
A pesar de salir casi siempre mal parado en su pulso con Rommel, éste le respetaba y lo valoraba mucho. De hecho llevó durante toda la campaña una traducción de su libro The Generals and the Generalship.

## Posguerra
En 1947 Wavell fue sustituido en su cargo de Virrey por el Almirante Louis Mountbatten. Durante su permanencia en la India, siempre estuvo en desacuerdo con la política de la Partición de la India, como medio de disminuir la tensión racial que existía entre los musulmanes y los hindúes. Sin embargo, hizo los arreglos necesarios para establecer las fronteras ante una posible división de la India. El resultado fue la Línea Radcliffe, que se convirtió en la frontera entre Pakistán y la India.
Wavell regresó a Inglaterra, donde murió en 1950.